# Постбоп
Постбоп (англ. post-bop) — це джазовий термін, що має кілька можливих визначень і вживань. Музикознавець Баррі Кернфельд писав у Музичному словнику Грова, що постбоп — це «розпливчастий термін, який використовується або стилістично, або хронологічно (з різними результатами) для опису будь-якого продовження або об'єднання бопу, модального джазу та фрі-джазу; його значення іноді поширюється на свінг і більш ранні стилі, а також на ф'южн і стилі третього світу». Цей термін по-різному визначають як музичний період, музичний жанр, музичний стиль і музичний твір, іноді в різних хронологічних періодах, залежно від автора.

## Визначення та використання
Термін «постбоп» має безліч значень, які дуже різняться між собою. Історик джазу Стюарт Ніколсон писав, що «термін постбоп — це чудовий універсальний термін, який використовується не стільки для опису стилю музики, скільки для опису того, чим він не є. Це не фрі-джаз, не ф'южн, не хард-боп, не модальний джаз і не авангард». Деякі автори дають більш конкретні визначення постбопу, але ці джерела суперечать одне одному. Одне з можливих визначень постбопу — це музичний період, в якому сучасний джаз був на піку своєї популярності, що тривав з середини 1950-х до середини 1960-х років. Інші пишуть, що постбоп — це не музичний період, а специфічний музичний напрям, що виник наприкінці 1950-х і 1960-х років, який поєднав у собі принципи бібопу, хард-бопу, модального джазу, авангарду та фрі-джазу, але водночас відійшов від більш ранніх джазових традицій.
Інші автори визначають постбоп як жанр джазу для невеликої групи музикантів, що розвинувся на початку та в середині 1960-х років у Сполучених Штатах, піонером якого був Майлз Девіс (центральна фігура в розвитку цього жанру) разом з Чарльзом Мінґусом, Вейном Шортером, Гербі Генкоком, Джоном Колтрейном та Джекі Макліном, які створили синтез хард-бопу з сучасними досягненнями авангардного, модального та фрі-джазу, що призвело до появи музики зі складним та експериментальним смаком, хоча й закоріненої в традиції бопу, з меншою кількістю блюзу та соулу, що переважали в хард-бопі. Цей рух мав значний вплив на наступні покоління музикантів як акустичного джазу, так і ф'южну.